# Уэбстер-Сити (Айова)
Уэбстер-Сити (англ. Webster City) — крупнейший город и административный центр в округе Гамильтон в штате Айова в Соединённых Штатах Америки.
Согласно результатам переписи населения США, проведённой в 2020 году, число жителей города составляло 7825 человек, что, для такого небольшого населённого пункта, существенно меньше (− 3.0%), чем было во время предыдущей переписи прошедшей в 2010 году (8070	 человек).

## История
В 1854 году поселение было названо Ньюкасл, но с образованием округа Гамильтон 22 декабря 1856 года, обрело своё нынешнее название Уэбстер-Сити.

## География
По данным Бюро переписи населения США, общая площадь города Уэбстер-Сити составляет 8,88 квадратных мили (23,00 км²), из которых 8,86 квадратных мили (22,95 км²) приходится на сушу, а 0,02 квадратных мили (0,05 км²) — занимает водная поверхность.

## Климат
Согласно данным представленным Национальной метеорологической службой США в городе Вебстер влажный континентальный климат с жарким летом, который по системе классификации климата Кёппена, сокращённо обозначается на климатических картах аббревиатурой «DFA».